# Perdono d'Assisi
Il Perdono d'Assisi è un'indulgenza plenaria che, nella Chiesa cattolica, può essere ottenuta dai propri fedeli dal mezzogiorno del 1º agosto alla mezzanotte del 2 agosto di ogni anno.

## Storia
Questa indulgenza venne concessa nel 1216 da papa Onorio III a tutti i fedeli, su richiesta di san Francesco d'Assisi. Il Diploma di Teobaldo, talora indicato anche con il nome di "Canone teobaldino", è il principale documento storico relativo alla concessione di tale indulgenza: fu redatto dal frate minore e vescovo di Assisi Teobaldo (donde il nome) ed emanato dalla curia vescovile assisiate il 10 agosto 1310.

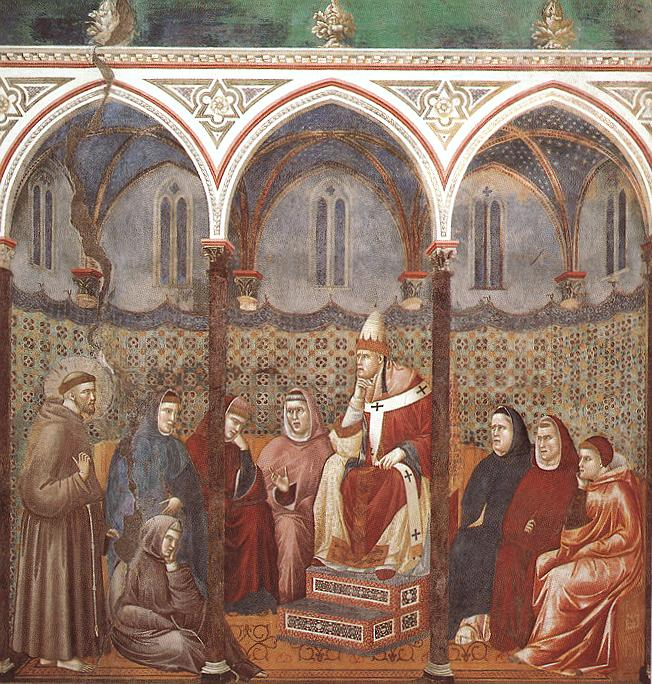
La Predica davanti a Onorio III, episodio delle Storie di san Francesco affrescate nella Basilica superiore di Assisi.

Secondo il racconto tradizionale, in una notte di luglio del 1216, mentre Francesco d'Assisi era in preghiera nella chiesa della Porziuncola, ebbe una visione di Gesù e della Madonna circondati da una schiera di angeli. Gli fu chiesto quale grazia desiderasse, avendo egli tanto pregato per i peccatori. Francesco rispose domandando che fosse concesso il perdono completo di tutte le colpe a coloro che, confessati e pentiti, visitassero la chiesa. La richiesta, con l'intercessione della Madonna, fu esaudita a patto che egli si rivolgesse al papa, come vicario di Cristo in terra, per richiedere l'istituzione di tale indulgenza.
Il mattino seguente, insieme al confratello Masseo da Marignano, Francesco si recò a Perugia per incontrare Onorio III, eletto pontefice in quei giorni da un conclave di 19 cardinali riuniti proprio a Perugia, dov'era morto il suo predecessore Innocenzo III. Francesco e Masseo furono ammessi alla sua presenza e gli esposero la richiesta di un'indulgenza senza l'obbligo del pagamento di un obolo o il compimento di un grande pellegrinaggio penitenziale (com'era invece consuetudine allora). Le argomentazioni di Francesco ebbero la meglio sui dubbi e le perplessità del papa e dei cardinali, che tuttavia ridussero l'applicazione dell'indulgenza a un solo giorno all'anno (il 2 agosto), pur concedendo che essa liberasse «dalla colpa e dalla pena in cielo e in terra, dal giorno del battesimo al giorno e all'ora dell'entrata in questa chiesa».
Inizialmente riservata esclusivamente alla chiesa della Porziuncola, nel corso del tempo l'indulgenza fu estesa prima a tutte le chiese francescane e successivamente a tutte le chiese parrocchiali, restandone comunque immutata la data e la denominazione. Nondimeno Assisi e la Basilica di Santa Maria degli Angeli (che è stata edificata attorno all'originaria chiesetta della Porziuncola) sono rimaste le mete privilegiate dei pellegrinaggi per lucrare l'indulgenza del 2 agosto e la ricorrenza religiosa vi è celebrata ogni anno.

## Adempimenti
Secondo il Manuale delle indulgenze della Chiesa cattolica, per ottenere l'indulgenza plenaria un fedele, completamente distaccato dal peccato anche veniale, deve:
- ricevere il sacramento della confessione per ottenere il perdono dei peccati;
- fare la comunione eucaristica, per essere spiritualmente unito a Cristo;
- pregare secondo le intenzioni del Papa, per rafforzare il legame con la Chiesa, recitando almeno un Padre nostro, un'Ave Maria e un Gloria al Padre secondo le intenzioni di preghiera del Santo Padre;

A queste norme, necessarie per ogni indulgenza plenaria, per ottenere l'indulgenza della Porziuncola bisogna in aggiunta anche:
1. recitare il Credo e il Padre nostro;
2. visitare una chiesa oppure un oratorio francescano o, in alternativa, una qualsiasi chiesa parrocchiale oppure una delle quattro basiliche patriarcali di Roma, esprimendo nella visita sottomissione al Pontefice, una basilica minore o la cattedrale diocesana.

Confessione e comunione possono essere fatte anche alcuni giorni prima o dopo le date previste (nell'arco di 8 giorni).
La visita e la preghiera è opportuno che siano fatte lo stesso giorno.
L'indulgenza plenaria può essere richiesta per sé o per i defunti.